# Луг Градински
Луг Градински (хрв. Lug Gradinski) је насељено место у општини Градина, Вировитичко-подравска жупанија, Хрватска.

## Историја
До територијалне реорганизације у Хрватској био је у саставу старе општине Вировитица.

## Становништво
У попису становништва из 2011. године, Луг Градински је имао 72 становника.
| Број становника према пописима | Број становника према пописима | Број становника према пописима | Број становника према пописима | Број становника према пописима | Број становника према пописима | Број становника према пописима | Број становника према пописима | Број становника према пописима | Број становника према пописима | Број становника према пописима | Број становника према пописима | Број становника према пописима | Број становника према пописима | Број становника према пописима | Број становника према пописима |
| ------------------------------ | ------------------------------ | ------------------------------ | ------------------------------ | ------------------------------ | ------------------------------ | ------------------------------ | ------------------------------ | ------------------------------ | ------------------------------ | ------------------------------ | ------------------------------ | ------------------------------ | ------------------------------ | ------------------------------ | ------------------------------ |
| 1857                           | 1869                           | 1880                           | 1890                           | 1900                           | 1910                           | 1921                           | 1931                           | 1948                           | 1953                           | 1961                           | 1971                           | 1981                           | 1991                           | 2001                           | 2011                           |
| 0                              | 0                              | 8                              | 74                             | 68                             | 125                            | 113                            | 202                            | 488                            | 514                            | 468                            | 346                            | 208                            | 139                            | 111                            | 72                             |

Напомена: Исказује се од 1880. до 1910. као део насеља, а даље као насеље. До 1900. исказивано под именом Луг.